# Estación de Retamares
Retamares es una estación de la línea ML-3 de Metro Ligero Oeste situada junto a la carretera M-511 (Madrid-Boadilla del Monte) y los cuarteles de Retamares, en el término municipal de Pozuelo de Alarcón. Abrió al público el 27 de julio de 2007.
Su tarifa corresponde a la zona B1 según el Consorcio Regional de Transportes.

## Accesos
- Retamares Ctra. de Madrid a Boadilla del Monte (M-511), km. 3,2 (sentido creciente)

## Líneas y conexiones

### Metro Ligero
| << cabecera    | < estación | línea | estación >    | cabecera >>        |
| -------------- | ---------- | ----- | ------------- | ------------------ |
| Colonia Jardín | Cocheras   |       | Montepríncipe | Puerta de Boadilla |

### Autobuses
| Diurnos   |                                                     |                                                                                             |                  |
| Línea     | Destino                                             | Parada                                                                                      | Operador         |
| 571       | Boadilla del Monte (por Urbanización Montepríncipe) | 08774 Ctra. M511-Retamares Carretera M-511 (Boadilla-Madrid), km. 3,1 (sentido creciente)   | Empresa Boadilla |
| 573       | Boadilla del Monte (por Urbanización Montepríncipe) | 08774 Ctra. M511-Retamares Carretera M-511 (Boadilla-Madrid), km. 3,1 (sentido creciente)   | Empresa Boadilla |
| 574       | Boadilla del Monte (por Ciudad Financiera)          | 08774 Ctra. M511-Retamares Carretera M-511 (Boadilla-Madrid), km. 3,1 (sentido creciente)   | Empresa Boadilla |
| 571       | Madrid (Aluche)                                     | 08775 Ctra. M511-Retamares Carretera M-511 (Boadilla-Madrid), km. 3,1 (sentido decreciente) | Empresa Boadilla |
| 573       | Madrid (Moncloa)                                    | 08775 Ctra. M511-Retamares Carretera M-511 (Boadilla-Madrid), km. 3,1 (sentido decreciente) | Empresa Boadilla |
| 574       | Madrid (Aluche)                                     | 08775 Ctra. M511-Retamares Carretera M-511 (Boadilla-Madrid), km. 3,1 (sentido decreciente) | Empresa Boadilla |
| Nocturnos |                                                     |                                                                                             |                  |
| Línea     | Destino                                             | Parada                                                                                      | Operador         |
| N905      | Boadilla del Monte                                  | 08774 Ctra. M511-Retamares Carretera M-511 (Boadilla-Madrid), km. 3,1 (sentido creciente)   | Empresa Boadilla |
| N905      | Madrid (Moncloa)                                    | 08775 Ctra. M511-Retamares Carretera M-511 (Boadilla-Madrid), km. 3,1 (sentido decreciente) | Empresa Boadilla |